# 1980 au théâtre
| Années du théâtre : 1977 - 1978 - 1979 - 1980 - 1981 - 1982 - 1983    |
| Décennies du théâtre : 1950 - 1960 - 1970 - 1980 - 1990 - 2000 - 2010 |

Cet article présente les faits marquants de l'année 1980 au théâtre.

## Pièces de théâtre représentées
- 25 septembre : Cher Menteur de Georges Bernard Shaw et Mrs Patrick Campbell, mise en scène de Jérôme Kilty, adaptation de Jean Cocteau, Théâtre de l'Athénée (Paris) avec Edwige Feuillère et Jean Marais
- du 13 novembre au 20 décembre 1980 : La Promenade du dimanche, Georges Michel, dans une mise en scène de l'auteur, au théâtre de Chaillot
- du 2 au 21 décembre 1980 : Histoire du tigre et autres histoires, Dario Fo, au théâtre de l'Est parisien.

## Récompenses
- Grand Prix du théâtre de l'Académie française à Jean Anouilh

## Naissances
- 26 avril : Nicolas Géal, comédien belge et directeur du Théâtre royal de Toone.

## Décès
- 8 mars : Roland Armontel (°1901)
- 10 mai : Henri Crémieux (°1896)
- 23 juin : Odile Versois (°1930)
- 14 août : Diego Fabbri (°1911)
- 19 septembre : Franck Villard (°1917)
- 4 octobre : Gib Grossac (°1927)
- 14 octobre : Jean-François Adam (°1938)